# ETFS證券管理
ETFS證券管理股份有限公司（英語：ETF Securities），簡稱ETFS證券管理股份、ETFS證券管理，以及ETFS證券，在2003年由多名自願性僱主和投資者設立，主要於澳洲發行指數股票型基金。
主要投資和推廣交易所買賣商品（ETC）、交易所交易貨幣（ETC）和第三代的交易所買賣基金（ETFs）等類型產品。2003年，首份黃金交易所買賣商品上市。2008年，首批交易所交易貨幣於倫敦證券交易所上市。2012年，三份金屬產品，在2012年11月28日於港交所上市，也就是ETFS實物金上市基金（港交所：2830）、ETFS實物銀上市基金（港交所：3117）和ETFS實物銀上市基金（港交所：3117）和ETFS實物鉑上市基金（港交所：3119）。2018年4月，美國資產管理公司智慧樹投資收購ETFS證券管理的歐洲業務，美國業務由英國投資公司標準人壽安本集團（今abrdn）收購。
其他包括ETFS道瓊斯瑞銀所有商品三個月遠期基金（LSE：FAIG）、ETFS槓桿式咖啡上市基金、ETFS實物亞洲金上市基金、ETFS實物瑞士金上市基金、ETFS道瓊斯瑞銀所有商品基金、ETFS瘦肉上市基金、ETFX DAX二倍計算長期基金、ETFS道瓊斯瑞銀槓桿式所有商品基金等。

## 外部連結
- ETFS證券管理 （页面存档备份，存于）